# Kế An
Kế An là một xã thuộc huyện Kế Sách, tỉnh Sóc Trăng, Việt Nam.

## Địa lý
Xã Kế An nằm ở phía tây huyện Kế Sách, có vị trí địa lý:
- Phía đông giáp xã Kế Thành
- Phía tây giáp xã Đại Hải
- Phía nam giáp huyện Châu Thành
- Phía bắc giáp xã Ba Trinh và xã Trinh Phú.

Xã Kế An có diện tích 21,48 km², dân số năm 2022 là 10.921 người, mật độ dân số đạt 508 người/km².

## Hành chính
Xã Kế An được chia thành 6 ấp: 19/5, Cầu Chùa, Chót Dung, Lung Đen, Số 1, Xóm Mới.

## Lịch sử
Năm 1930, thực dân Pháp thành lập làng Kế An trên cơ sở làng Kế Sách và làng An Nghiệp.
Ngày 14 tháng 8 năm 1958, thành lập xã Đại Hải trên cơ sở tách một phần diện tích và dân số của xã Kế An (bao gồm khu vực trại định cư Đại Hải dành cho đồng bào miền Bắc di cư vào năm 1954).
Ngày 21 tháng 4 năm 1979, Hội đồng Chính phủ ban hành Quyết định số 174-CP về việc thành lập xã Kế Thành trên cơ sở một phần của xã Kế An.